# De spookstad
De spookstad is het vijfentwintigste album uit de stripreeks Lucky Luke. Het verhaal werd geschreven door René Goscinny en getekend door Morris. Het album werd in 1965 uitgegeven door Dupuis. Lucky Luke neemt een oude goudzoeker in bescherming tegen een stel oplichters en blaast een spookstad nieuw leven in.
In het verhaal komen meerdere oplichtingstrucs voor, namelijk:
- Hustling
- De mijn 'opsieren'
- Frauduleuze weddenschappen

## Het verhaal
Lucky Luke ontmoet twee mannen in pek en veren. Hoewel het overduidelijk is dat ze wegens valsspelen bij het pokeren zijn weggejaagd uit hun stad, gunt Lucky Luke de heren Denver en Colorado een tweede kans. Wanneer ze in een oude spookstad, Gold Hill, overnachten, ontmoeten ze Powell die hen de stad uitjaagt. 
In de naburige stad verneemt Lucky Luke Powells geschiedenis van de barman. Powell is een verbitterde oude goudzoeker die in zijn jonge jaren een waardeloze goudmijn kocht van een oplichter. Het gerucht dat er goud was, leidde tot het ontstaan van Gold Hill, maar toen er uiteindelijk niets werd gevonden liep Gold Hill leeg en werd het een spookstad. Slechts de oude Powell blijft koppig in zijn mijn graven, weigerend onder ogen te zien dat er geen goud is en dat hij is opgelicht. 
Inmiddels blijken Denver en Colorado weer op het slechte pad te zijn: ze proberen eerst met valsspelen een grote som geld met poker te winnen en als dat niet lukt proberen ze het met een frauduleuze weddenschap. Dit lukt onverwacht, en ze investeren dit geld in Powells goudmijn. Ze willen de waardeloze mijn kopen en het gerucht verspreiden dat er goud in is gevonden. Om dit te ondersteunen willen ze de mijn 'opsieren' door stofgoud in de mijn te verspreiden, zodat ze kunnen 'bewijzen' dat er goud is: dezelfde truc waarmee Powell jaren geleden opgelicht werd. Aangezien Powell koppig naar goud blijft graven en niet wil verkopen, besluiten de heren Powell zwart te maken. Als de bevolking zich eenmaal tegen Powell keert, zal hij graag willen verkopen.
Denver en Colorado verspreiden geruchten over Powell, onder andere dat hij een kwaadaardige tovenaar en misdadiger is. Lucky Luke neemt Powell in bescherming en drukt deze geruchten de kop in. Maar Powell is na veertig jaar graven moe en wil eigenlijk zelf ook wel van de goudmijn af. 
De eigenwijze en niet te snuggere Colorado is ongeduldig en verspreidt het gerucht dat er goud in de mijn is voordat Powell de overdrachtsakte tekent. Hierdoor ontstaat een nieuwe goudkoorts en Gold Hill komt weer tot leven. Goud wordt niet gevonden en een woedende menigte geeft Powell de schuld en wil hem ophangen. Lucky Luke redt hem het leven en overtuigt de mensen ervan dat ondanks dat er geen goud is, de plaats rijke landbouwgrond bevat en een goede plaats is om te wonen.
De mijn bevat uiteindelijk toch een rijke goudader, maar Powell beseft dat goud alleen maar ellende brengt en blaast de mijn op. Gold Hill groeit uit tot een rijke landbouwstad met meer dan 600.000 inwoners.